# Garça-tricolor
Garça-tricolor (nome científico: Egretta tricolor) é uma espécie de ave pertencente à família Ardeidae. É encontrada no Golfo do México, América Central, Caribe, Colômbia, Venezuela, Brasil e Peru.

## Subespécies
São reconhecidas três subespécies:
- Egretta tricolor tricolor (Statius Müller, 1776) - ocorre do nordeste da Venezuela na região de Monagas e nas Guianas até o sul do Peru e nordeste da Amazônia brasileira, da Ilha de Marajó até o estado do Piauí; também ocorre na Ilha de Trinidad no Caribe;
- Egretta tricolor ruficollis (Gosse, 1847) - ocorre na região tropical do sul dos Estados Unidos da América até a Colômbia, noroeste da Venezuela e nas Ilhas do Caribe;
- Egretta tricolor rufimentum (Hellmayr, 1906) - ocorre em Trinidad e Tobago no Caribe.